# Rebeca Linares

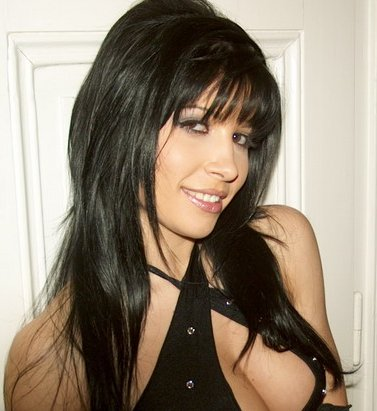
Rebeca Linares

Rebeca Linares (n. 13 iunie 1983, San Sebastian, Spania) este o actriță porno spaniolă.

## Date biografice
Linares joacă într-un film porografic, pentru prima oară în 2005, în Spania. Ulterior va juca în diferite filme în Germania și Franța. În martie 2006 se mută la Los Angeles. Rebeca a fost nominalizată în 2005 „Best Spanish Starlette”, iar în 2007 la Festivalul Internacional de Cinema Eròtic de Barcelona (FICEB) este aleasă ca cea bună actriță porno. Între timp ea lăsat printr-o operație estetică, să i se mărească sânii. În ultimul timp Rebeca Linares a jucat în filmele produse de Evil Angel, Digital Playground, Private Media Group, Jules Jordan Video și ClubJenna.

## Filmografie
- 2006: The Gift
- 2006: The Whole Enchilada
- 2007: Iodine Girl
- 2007: Ten Little Piggies Vol.8
- 2007: Girlvana 3
- 2009: Tori Black Is Pretty Filthy
- 2009: Swimsuit Calendar Girls Vol. 3
- 2010: Big Wet Tits 9